# Wolfmother
Wolfmother és un grup de hard rock australià creat a Erskineville, Sydney el 2000. Originalment era un trio comprès del cantant i guitarrista Andrew Stockdale, el baixista i teclat Chris Ross i el bateria Myles Heskett, el grup va publicar el primer àlbum amb anomenat del mateix nom que el grup a l'octubre del 2005, que va arribar al número tres del ARIA Albums Chart australià. L'àlbum també va tenir èxit en la crítica, guanyant el 2005 el premiJ Award i el 2006 els ARIA Awards com a "Best Breakthrough Album" i "Best Rock Album". "Woman", un senzill de l'àlbum, va fer guanyar al grup un premi Grammy Award, per "Best Hard Rock Performance", el 2007.
L'agost del 2008, els membres fundadors, en Ross i en Heskett marxen del grup per raons de "diferències irreconciliables personals i musicals", després que Stockdale digués que tocaria sota Wolfmother amb nous membres en el futur. Després d'una breu pausa, en Stockdale va tornar amb un grup format per quatre persones el gener del 2009 amb el baixista i teclat Ian Peres, el guitarra rítmic Aidan Nemeth i el bateria Dave Atkins. El primer àlbum de la nova alineació (titulat Cosmic Egg) va ser publicat el 23 d'octubre del 2009.

## Història
El 2004, Wolfmother va començar a aparèixer en diversos esdeveniments musicals importants, tals com Homebake i el Big Day Out. Al setembre de 2004 van treure Wolfmother EP, a través de Modular Records. L'EP va ser un èxit, amb unes vendes superiors a les 10.000 còpies. El 2005, la banda va anar a Los Angeles, treballant al costat del productor Dave Sardy (Red Hot Chili Peppers, Marilyn Manson, i Oasis) per gravar el seu àlbum Wolfmother, llançat a l'octubre de 2005.
Wolfmother va actuar en el 2006 MTV Movie Awards. Aquest any la banda australiana també va actuar en l'Azkena Rock Festival a Vitòria (Espanya) compartint cartell amb artistes tan populars com Pearl Jam, Iggy Pop o Buckcherry. També van tocar com teloneros de Pearl Jam en gran part de la gira europea, actuant en Badalona (Espanya) l'1 de setembre. A més de presentar-se en els MTV Australia Awards del 2009, amb el seu nou disc, prresentant al final el seu nou single "Back Round".
La seva cançó "Woman" apareix en el videojoc Tony Hawk's Project 8, Guitar Hero II, Guitar Hero III(PS2) i en la banda sonora del videojoc Motorstorm para PlayStation 3. Un altre dels seus temes, "Dimension", es pot escoltar en el joc Rugbi 2006 d'EA sport, en la banda sonora del FlatOut 2, en la de Project Gotham Racing 4 i en el capítol "Informació Reservada" de la 3a temporada d'House. La cançó "Pyramid" apareix també en el videojoc multiplataforma FlatOut 2.
Han participat també en la banda sonora original de la tercer lliurament de Spiderman amb la cançó "Pleased To Meet You", i també en la banda sonora del joc Need For Speed Carbon amb la seva cançó "Joker and the Thief", que també apareix en Shrek Tercer, Shoot 'Em Up, Jackass 2 i en la pel·lícula Hangover, a més d'en els anuncis del Peugeot 308 a Europa i en el videojoc Rock Band com a contingut descarregable.

### Canvis en la formació
El 7 d'agost de 2008 el segell Universal Records, companyia discogràfica de la banda, va anunciar la partida del bateria Myles Heskett i del baixista Chris Ross a causa de "diferències irreconciliables", i que Stockdale planejava buscar membres que substituïssin les vacants per començar a treballar en material nou. Ross i Heskett estan treballant en la seva nova banda, encara sense nom.

### Nous membres, nous projectes
Al febrer de 2009 es va confirmar dels 3 nous membres de la banda, en substitució dels 2 sortints, es tracta d'Aidan Nemeth, que tocarà la guitarra, Ian Peres que prendrà el lloc de Chris Ross en el baix i teclats i de Dave Atkins que estarà en la bateria, ells i Andrew Stockdale conformaran Wolfmother.
També va arribar la notícia que el grup va gravar un nou àlbum titulat Cosmic Egg, que es va publicar el 27 d'octubre de 2009. I l'any 2010 tindran l'oportunitat de telonejar a la gran banda d'Hard Rock KISS, que farà una sèrie de concerts a Alemanya en el mes de maig amb el seu gira europea anomenada "Sonic Boom Over Europe Tour".

## Influència i semblances
El guitarrista Andrew Stockdale va dir en una entrevista a Triple J, que el grup Kyuss de stoner metal dels anys 90 va ser altament inspirat en el seu so, però res del segon àlbum del grup segueix amb els riffs de Kyuss.
Les obres de Jimi Hendrix van ser influents en les de Wolfmother, amb referències a la lletra de "Purple Haze" en la cançó de "Dimension." Mentre que Wolfmother s'identificava normalment i al principi com un grup influenciat amb els grups de rock dels anys 70 com Uriah Heep, Budgie, Black Sabbath i els seus companys australians, AC/DC, les llistes del perfil oficial en el MySpace tenien influències amb la majoria de grups dels 60 com: Pink Floyd, The Beatles, Led Zeppelin, Jimi Hendrix i The Who, com també grups posteriors, incloent-hi The Avalanches, Radiohead, The White Stripes i Kings of Leon.
Andrew Stockdale també tenia a The Doors com a major influència, i mentre començaven algun dels seus grups favorits creixia. Durant l'estada de l'Stockdale al My Favourite Album de l'ABC, Stockdale va comentar que l'àlbum T.N.T. d'AC/DC era el seu favorit.
Andrew Stockdale va descriure el so del grup com; "una barreja de Earth Wind and Fire amb la intensitat de Black Flag".

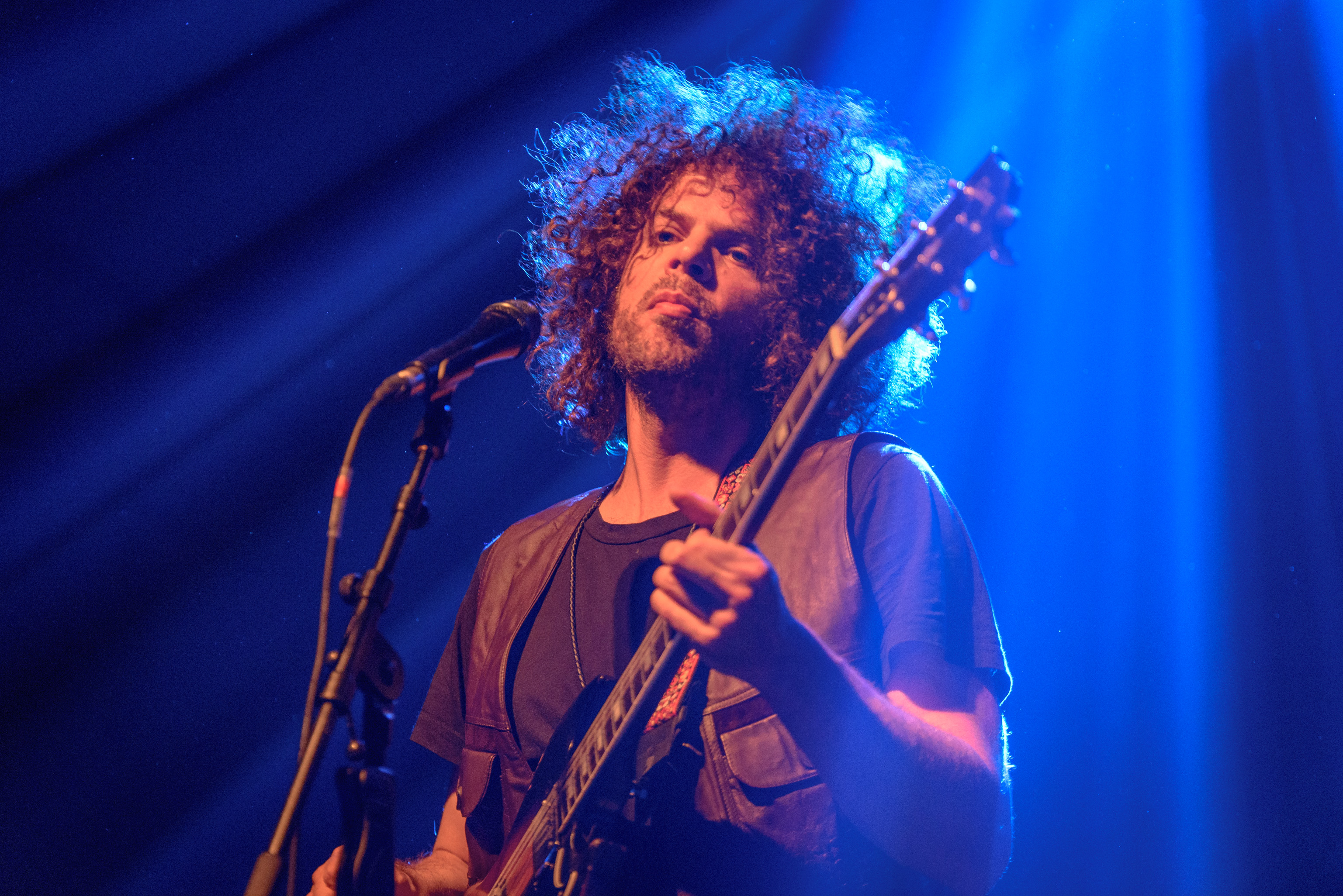
Andrew Stockdale
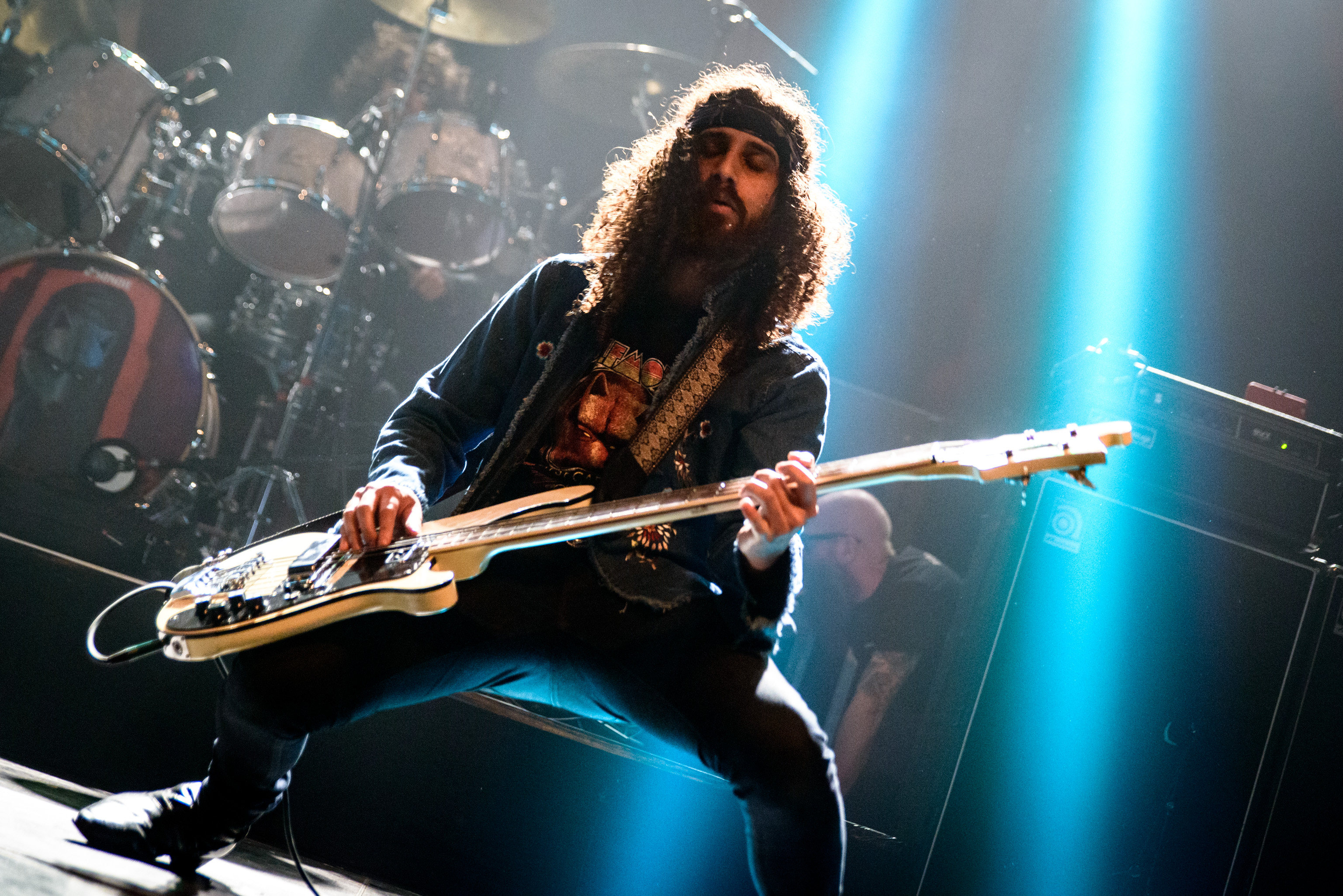
Ian Peres
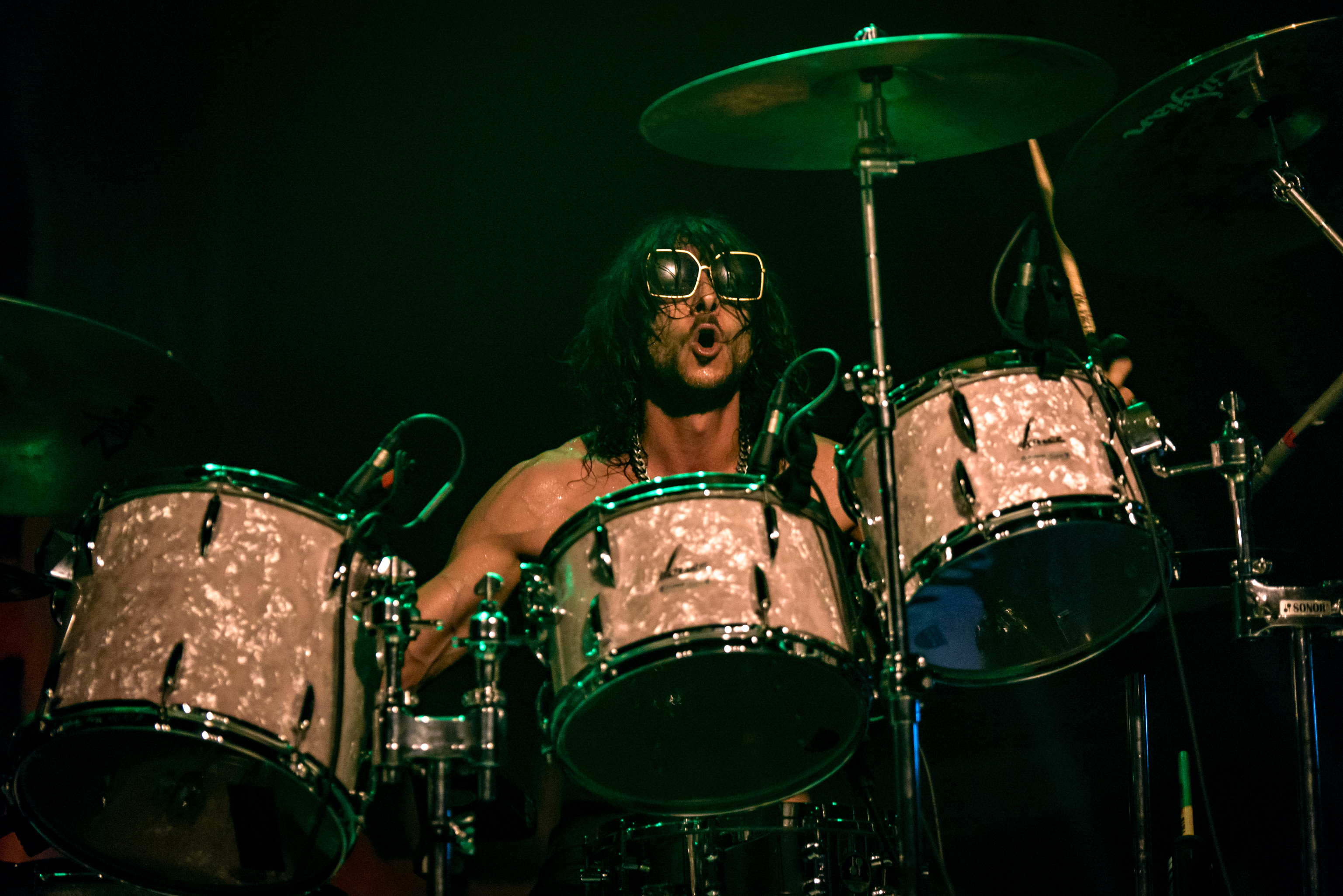
Alex Carapetis (Tour Drummer)
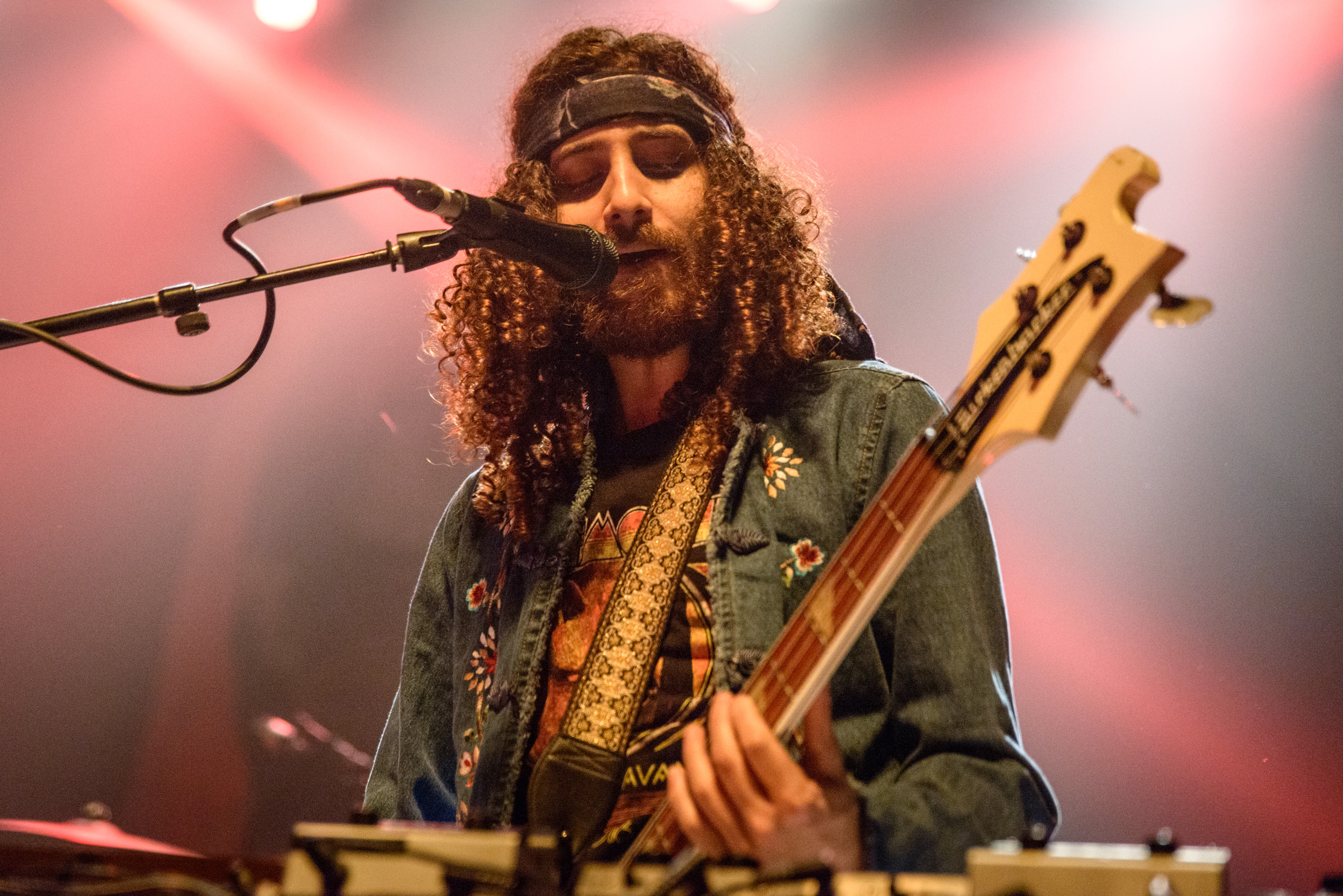
Ian Peres

## Membres del grup
| Membres actuals - Andrew Stockdale – Cantant, guitarra (2000–actualitat) - Ian Peres – Baix, Teclats, Veu de fons (2009–actualitat) - Aidan Nemeth – guitarra rítmica (2009–actualitat) - Dave Atkins – drums (2008–actualitat) Membres anteriors - Chris Ross – baix, teclat (2000–2008) - Myles Heskett – bateria (2000–2008) | Músics en sessió - Dave Sardy – percussió en "Colossal", "Where Eagles Have Been", "Vagabond" i "Love Train" (2005) - Lenny Castro – percussió en "Apple Tree", "Witchcraft" i "Love Train" (2005) - Dan Higgins – flauta a "Witchcraft" (2005) - Ben Tolliday – baix addicional en "Back Round" (2009) |

## Discografia
- Wolfmother (2005)
- Cosmic Egg (2009)
- DNew Crown (2014)
- Wictorius (2016)

### Senzills
- "Mind's Eye" - 2005
- "White Unicorn" - 2006
- "Dimension" - 2006
- "Woman" - 2006
- "Love Train" - 2006
- "Joker & the Thief" - 2006
- "Back Round" - 2009
- "New Moon Rising" - 2009